# جو ویلسن
ادیسن گریو "جو" ویلسن، سینیر (به انگلیسی: Addison Graves "Joe" Wilson, Sr.) (زاده ۳۱ ژوئیه ۱۹۴۷) نمایندهٔ مجلس ایالات متحده آمریکا از حوزه انتخابیه کنگرهٔ کارولینای جنوبی است، که از ۲۰۰۱ مشغول به کار است. این حوزه از کلمبیا، پایتخت این ایالت، تا مرز کارولینای جنوبی-جورجیا امتداد دارد. او عضو حزب جمهوریخواه است.
او در سپتامبر ۲۰۰۹ با ایجاد وقفه در سخنرانی باراک اوباما رییس جمهور آمریکا در جلسه مشترک کنگره با فریاد «تو دروغ می‌گویی!» توجه بین‌المللی را جلب کرد. این واقعه منجر به سرزنش رسمی مجلس نمایندگان شد.
در ۲۰۱۰ ویلسن با ۹ درصد افزایش آرا نسبت به نزدیک‌ترین رقیب خود مجدداً انتخاب شد، و در انتخابات عمومی ۲۰۱۲ با کسب ۹۶٪ آرا مجدداً برگزیده شد.

موضع در قبال پرونده هسته ای ایران
جو ویلسون یکی از 35 نماینده مجلس نمایندگان ایالات متحده است که در 8 ژوئن 2023 در ارسال نامه ای به تروئیکای اروپایی (انگلیس، فرانسه و آلمان) خواستار فعال کردن مکانیسم ماشه (trigger mechanism ) و فعال شدن خودکار (snap back) تحریم‌‎های شورای امنیت سازمال ملل متحد در قبال قطعنامه 2231 این شورا بود. این نامه  که در سایت (Jewish Insider ) منتشر شده است به نمونه هایی که در آن ادعا می شود ایران به تعهدات خود در قبال پرونده هسته ای برجام Joint  Comprehensive Plan of Action (JCPOA) پایبند نبوده است، اشاره کرده است. 